# Garda gafla

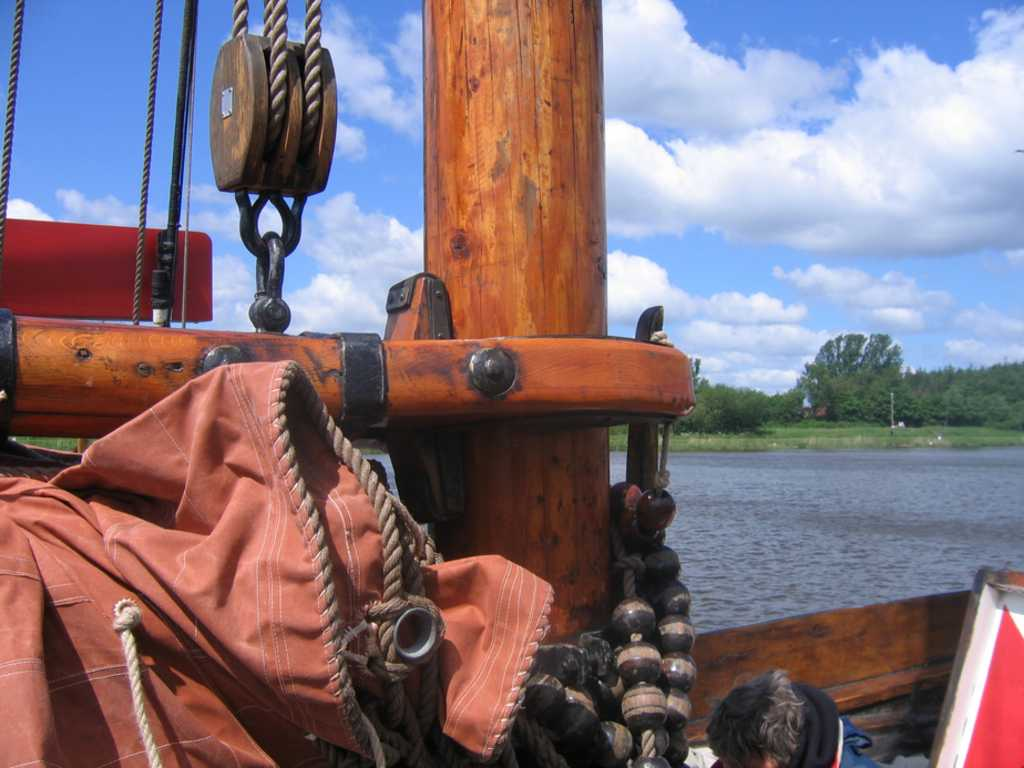

Garda gafla (zw. też szponą gafla)- w żeglarstwie jest to przymasztowa część gafla (drzewca ożaglowania gaflowego).
Wolny koniec gafla nosi nazwę pik, natomiast koniec przymasztowy nie posiada nazwy w sposób jednoznaczny. Teoretycznie można go nazwać stopą, tak jak inne drzewca, które opierają się o coś. Gafel jednak nie opiera się o maszt bezpośrednio, lecz obejmuje go za pomocą drewnianej obejmy (z elementami towarzyszącymi) lub analogicznego metalowego, wieloczłonowego okucia. Okucie to może (choć nie musi) mieć gniazdo, o które opiera się stopa drzewca. Natomiast w przypadku szpony drzewce może nawet nie mieć stopy, tylko zwężającą się część końcową. Dlatego mówienie o stopie gafla jest możliwe tylko w niektórych przypadkach, a i to z podaniem powyższych zastrzeżeń. W praktyce istnieje niewiele powodów, aby omawiać stopę gafla, ponieważ są to zagadnienia dotyczące szczegółów budowy innych urządzeń. Natomiast opisując budowę żaglowca, a w szczególności jego takielunku, używa się ogólniejszego terminu - garda gafla - w rozumieniu tej końcowej części drzewca, która łączy gafla z masztem, oraz do której mocowane są odpowiednie liny.